# Aaron James
Aaron James (New Orleans, Luisiana, 5 de octubre de 1952) es un exjugador y entrenador de baloncesto estadounidense que jugó cinco temporadas entre la NBA y 8 partidos más en la liga italiana. Con 2,11 metros de estatura, lo hacía en la posición de ala-pívot.

## Trayectoria deportiva

### Universidad
Jugó durante cuatro temporadas con los Tigers de la Universidad Grambling State, en las que promedió 22,3 puntos y 12,3 rebotes por partido. En 1974 fue incluido en el segundo quinteto del All-American de la División II de la NCAA.

### Profesional
Fue elegido en la vigésimo octava posición del Draft de la NBA de 1974 por New Orleans Jazz, y también por los San Antonio Spurs en el draft de la ABA, eligiendo la primera opción. En su primera temporada se quedó a las puertas de aparecer en el mejor quinteto de rookies, tras promediar 11,7 puntos y 4,8 rebotes por partido.
Jugó 4 temporadas más con los Jazz, siendo la mejor de ellas la temporada 1977-78, en la que fue el cuarto mejor anotador de su equipo, promediando 12,2 puntos por encuentro, a los que añadió 5,3 rebotes. Tras finalizar su contrato, en 1980 quiso seguir su carrera profesional en la liga italiana, fichando por el Antonini Siena, pero solo disputó 8 partidos, en los que promedió 20,3 puntos y 6,6 rebotes, tras los cuales se retiraría definitivamente.

### Entrenador
Tras retirarse, en 1989 asumió el cargo de entrenador en su alma mater, la Universidad Grambling State, donde disputó 6 temporadas, en las que consiguió un balance de 52 victorias y 114 derrotas. Previamente había entrenado durante dos temporadas en la pequeña universidad de Jarvis Christian College.

## Estadísticas de su carrera en la NBA

### Temporada regular
| Temp.   | Edad | Equipo    | Liga | P   | TIT | MIN  | TC  | TCA  | %TC  | 3P | 3PA | %3P | TL  | TLA | %TL  | R.OF. | R.DEF. | REB | ASIS | ROB | TAP | PER | FP  | PTS  |
| 1974-75 | 22   | N.Orleans | NBA  | 76  |     | 22.8 | 4.9 | 10.2 | .477 |    |     |     | 1.9 | 2.5 | .778 | 1.8   | 3.0    | 4.8 | 0.9  | 0.5 | 0.2 |     | 2.9 | 11.7 |
| 1975-76 | 23   | N.Orleans | NBA  | 75  |     | 17.9 | 3.5 | 7.9  | .441 |    |     |     | 2.0 | 2.7 | .750 | 1.2   | 2.1    | 3.3 | 0.8  | 0.4 | 0.1 |     | 2.3 | 9.0  |
| 1976-77 | 24   | N.Orleans | NBA  | 52  |     | 20.4 | 4.6 | 9.3  | .490 |    |     |     | 1.7 | 2.2 | .781 | 1.1   | 2.5    | 3.6 | 1.1  | 0.4 | 0.1 |     | 2.4 | 10.9 |
| 1977-78 | 25   | N.Orleans | NBA  | 80  |     | 26.5 | 5.4 | 10.8 | .497 |    |     |     | 1.5 | 2.0 | .745 | 2.0   | 3.2    | 5.3 | 1.4  | 0.5 | 0.3 | 1.6 | 3.2 | 12.2 |
| 1978-79 | 26   | N.Orleans | NBA  | 73  |     | 19.4 | 4.3 | 8.6  | .494 |    |     |     | 1.4 | 1.9 | .750 | 1.3   | 2.1    | 3.4 | 1.1  | 0.4 | 0.3 | 1.5 | 2.8 | 10.0 |
| Total   |      |           | NBA  | 356 |     | 21.5 | 4.5 | 9.4  | .481 |    |     |     | 1.7 | 2.3 | .760 | 1.5   | 2.6    | 4.1 | 1.0  | 0.4 | 0.2 | 1.6 | 2.7 | 10.8 |